# Naturalismo religioso
O Naturalismo Religioso é o combinado de uma visão do mundo naturalista com percepções e valores comumente associados às religiões. Nisto, "religioso" é entendido em termos gerais, separado de tradições estabelecidas, na designação de sentimentos e preocupações (por exemplo, gratidão, admiração , humildade, compaixão) que são frequentemente ditos como espirituais ou religiosos  e "naturalismo" refere-se a uma visão de que a ordem natural é tudo o que existe, e que nada, incluindo uma divindade, pode agir de formas que são independentes da ordem natural.
Áreas de investigação no Naturalismo Religioso incluem tentativas de entender o mundo natural e as implicações espirituais de ocorrência cotidiana vista naturalistas. O Entendimento é baseado em conhecimentos obtidos através da investigação científica e percepções das humanidades e das artes.
Naturalistas Religiosos usam essas experiências em respostas aos desafios pessoais e sociais (por exemplo, encontrar propósito, buscar igualdade, chegar a um "acordo com a mortalidade") e em relação ao mundo natural. Por se tratar de uma religião filosófica tem semelhanças com Iluminismo e decorrentes exemplares.

## Naturalismo
Todas as formas de Naturalismo Religioso, sendo Naturalista em suas crenças básicas, afirmam que o mundo natural é o centro de nossas experiências mais significativas e entendimentos. Consequentemente, a natureza é considerada como o valor final na avaliação do ser. Naturalistas religiosos, apesar de seguirem diferentes caminhos culturais e individuais, afirmam a necessidade humana de sentido e valor em suas vidas. Eles desenham duas convicções fundamentais nessas missões: o sentido da riqueza da natureza, complexidade espetacular, fertilidade, o reconhecimento que a natureza é o único reino em que as pessoas vivem suas vidas. Os seres humanos são considerados peças interligadas a Natureza.
A Ciência é uma componente fundamental, indispensável para o entendimento real do Naturalismo Religioso. Eles se baseiam na Ciência para reforçar as perspectivas religiosas e espirituais. A ciência é a ferramenta interpretativa primária para o Naturalismo Religioso, porque, métodos científicos são pensados para proporcionar uma visão mais confiável da Natureza e do mundo, incluindo a natureza humana.
"A verdade é procurada para seu próprio bem. E aqueles que estão engajados sobre a busca de qualquer coisa por si mesma não está interessado em outras coisas. Encontrar a verdade é difícil, e o caminho para isso é duro." 
 Sendo assim, o buscador da verdade não é aquele que estuda os escritos dos antigos e, após a sua disposição natural reflexiva, coloca a sua confiança nesses preceitos, mas sim aquele que suspeita sua Fé na compreensão do mundo natural e os questionam sobre igualdade, alguém que se submete a argumentação e a demonstração proveniente a elevação espiritual religiosa, e não para as palavras de um ser humano cujo carrega um poder mundano, de que sua natureza é repleta de todos os tipos de deficiência e imperfeição ao mundo Natural. Assim, o dever do homem que investiga os escritos de cientistas, e aprende a verdade, fez como seu objetivo, fazer-se inimigo de tudo o que ele lê, e, aplicando sua mente para o campo filosófico as margens de seu conteúdo para destacar seu problema, atacá-lo em todos os lados . Ele também deve suspeitar de si mesmo, assim para, como ele deve realizar a sua análise crítica, sendo assim que ele possa evitar cair em qualquer preconceito ou clemência.

## Religioso
Naturalismo religioso é Religioso em sua abordagem à moralidade, que é vista como vindo de evolução biológica e social dos seres humanos ao invés de revelações divinas. A Evolução Humana tem produzido um complexo cérebro suficiente tanto para a contemplação simbólica quanto para participação nas formas humanas únicas da vida social. Desde que os humanos são complexamente flexíveis, a moralidade varia de cultura para cultura. No entanto, a maioria das culturas do mundo aderem às mesmas 24 virtudes básicas.
P. Roger Gillette de Meadville da Lombard Theology School diz que o Naturalismo Religioso é uma religião "na medida em que é um sistema de crença e prática que exige e facilita a sua reconexão intelectual e emocional com si mesmo, sua família, sua comunidade local, global e seu ecossistema , o universo que o ecossistema global faz parte, e (talvez) a fonte criadora deste universo". É também uma Teologia, uma ética e uma crença "completa" que requer uma "transformação espiritual radical".

## História
O Naturalismo religioso é um movimento religioso relativamente novo. Os primeiros usos do termo incluem a revisão do American Whig, em 1846, descrevendo "um aparente naturalismo religioso", Em 1869, a American Unitarian Association literature julgou o " naturalismo religioso como diferindo dos demais principalmente no fato de que ele se estende ao domínio da natureza mais distante para fora no espaço e no tempo... Nunca transcendendo a natureza". Ludwig Feuerbach escreveu que o Naturalismo Religioso era" o reconhecimento do Divino na Natureza" e também "um elemento da religião Cristã ", mas nem por isso era uma "característica" definitiva ou "tendência" da religião.
Em 1864, o Papa Pio IX condenou o Naturalismo Religioso nos sete primeiros artigos do Syllabus de Erros.
Zeno (Cerca de 334 - 262 aC, um dos fundadores do estoicismo) disse:
Todas as coisas são partes de um sistema único, que é chamado Natureza [...] a virtude consiste em uma vontade que está de acordo com a Natureza.
Mordecai Kaplan (1881-1983), um dos grandes rabinos do século XX e do fundador do Movimento Reconstrucionista Judeu, passou a defender o naturalismo religioso. Ele acreditava que uma abordagem naturalista da religião e ética era possível em um mundo dessacralização. Ele viu Deus como a soma de todos os processos naturais.
Outros usos verificadas do termo vieram em 1940, de George Perrigo Conger  e de Edgar S. Brightman . Pouco tempo depois, H.H. Dubs escreveu um artigo intitulado "Religious Naturalism – an Evaluation" (The Journal of Religion, XXIII:. 4, de outubro de 1943), que começa afirmando que o "naturalismo religioso é hoje uma das proeminentes filosofias americanas de religião..." e discute ideias desenvolvidas por Henry Nelson Wieman em livros que antecedem o artigo de Dubs por 20 anos.
Em 1991, Jerome A. Stone escreveu The Minimalist Vision of Transcendence, que explicitamente "esboça uma filosofia do Naturalismo Religioso". O uso do termo foi ampliado na década de 1990 por Loyal Rue, que estava familiarizado com o termo do livro de Brightman. Rue usou o termo em conversas com várias pessoas antes de 1994, e em conversas posteriores entre Rue e Ursula Goodenough [ambos os quais estavam ativos no IRAS (Institute on Religion in an Age of Science), que levou à utilização de Goodenough em seu livro "The Sacred Depths of Nature" e por Rue em "Religion is not about god" e outros escritos. Desde 1994, vários autores têm utilizado a frase ou expressando um pensamento similar. Exemplos são Chet Raymo, Stuart Kauffman e Karl E. Peters.
Mike Ignatowski afirma que "houve muitos naturalistas religiosos na primeira metade do século 20 e alguns até mesmo antes disso", mas que "o naturalismo religioso como um movimento realmente não apareceu por si próprio até cerca de 1990, [e] deu um importante salto em 2000, quando Ursula Goodenough publicou The Sacred Depths of Nature, que é considerado um dos textos fundadores deste movimento." 

A bióloga Ursula Goodenough afirma:
Eu professo minha fé. Para mim, a existência de toda essa complexidade e consciência e intenção e beleza, e minha capacidade de apreendê-la, serve como o sentido último e o valor final. A continuação da vida atinge em torno disso, agarra sua própria cauda, e forma um círculo sagrado que não requer nenhuma outra justificação, nenhum Criador, nenhum sentido super-ordenado, não diferente de um propósito que a continua até o sol entrar em colapso ou um meteoro definitivo colidir. Confesso um credo que continua. E ao fazê-lo, eu o confesso, bem como um credo de continuação humana.
Donald Crosby publicou em 2008, no primeiro capítulo de seu livro, Religion of Nature as a Form of Religious Naturalism.
Religious Naturalism Today: The Rebirth of a Forgotten Alternative é uma história do Dr. Jerome A. Stone (autorizado em dezembro de 2008) que apresenta este paradigma como uma opção, uma vez esquecido no pensamento religioso que está fazendo uma rápida retomada. Pretende-se explorar e incentivar formas religiosas de responder ao mundo em uma base completamente naturalista sem um ser supremo ou fundamento do ser. Este livro traça essa história e analisa algumas das questões que dividem os naturalistas religiosos. Ele cobre o nascimento do Naturalismo Religioso, de George Santayana e Henry Nelson Wieman, e brevemente explora o Naturalismo Religioso na literatura e na arte. Questões controversas são discutidas incluindo se poder ou bondade da natureza é o foco de atenção e também sobre a adequação da utilização do termo "Deus". As contribuições de mais de vinte naturalistas religiosos são apresentados. O último capítulo termina o estudo, explorando o interno da vida de um naturalista religioso.
Chet Raymo escreve que ele tinha chegado à mesma conclusão que Teilhard de Chardin: "A graça está em toda parte", e que a emergência naturalista está em tudo e é muito mais mágico do que milagres baseados em religião. O futuro da religião e da humanidade deve ser ecumênico, ecológico, e deve abraçar a história fornecida pela ciência como a "cosmologia mais confiável".

P. Como Roger Gillette resume:
Assim foi como o naturalismo religioso nasceu. Levando as descobertas da ciência moderna a sério, e, assim, sendo inerentemente naturalista. Mas ele também tem as necessidades humanas que levaram ao surgimento de sistemas religiosos sérios, e, portanto, também é religioso. É religioso, ou Reconectivo, na medida em que busca e facilita a reconexão humana consigo mesma, família, uma maior comunidade humana, o ecossistema local e global, e o universo unitário (...) reconexão religiosa implica amor. E o amor implica preocupação, a preocupação com o bem-estar da pessoa amada. O Naturalismo religioso, portanto, é marcado pela preocupação com o bem-estar de toda a natureza. Esta preocupação fornece uma base e unidade de comportamento ético para todo o santo universo unitário.

## Dogmas
Devido à racionalidade e os sentimentos fornecidos pela ciência e uma espiritualidade Naturalista, alguns naturalistas religiosos têm um forte senso de responsabilidade para a Terra. o professor Loyal Rye escreve:
Naturalistas religiosos serão conhecidos por sua reverência e temor pela natureza, seu amor pela natureza e as formas naturais, sua simpatia para com todos os seres vivos, a sua culpa para ampliar as pegadas ecológicas, seu orgulho em reduzi-las, o seu sentimento de gratidão dirigido para a matriz de vida, o seu desprezo por aqueles que se abstraem dos valores naturais e a sua solidariedade para com aqueles que vinculam sua auto-estima pela vida sustentável.

## Variedades
A literatura relacionada ao naturalismo religioso inclui muitas variações no enquadramento conceitual. Isso reflete na tomada de decisões do indivíduo , em certa medida, várias escolas de pensamento, tais como o naturalismo de base, o humanismo religioso, o panteísmo, o panenteísmo, e naturalismo espiritual que tiveram tempo na fase conceitual, e até certo ponto diferentes formas de caracterizar a natureza.
A Discussão atual muitas vezes refere-se à questão de saber se a crença em um Deus ou dos conceitos associados a Deus têm qualquer lugar num quadro que trata o universo físico como seu quadro de referência essencial e os métodos da ciência como o fornecimento a preeminente meios para determinar que a natureza é o que Há. Há pelo menos três variedades de naturalismo religioso, e três maneiras semelhantes, mas um pouco diferentes para categorizá-las. Elas estão:
- Uma espécie de Naturalismo que faz uso do termo Deus, mas, fundamentalmente, trata Deus metaforicamente.
- Um compromisso com o naturalismo utilizando o termo Deus, mas como (1) uma declaração de fé ou apoiada por argumentos filosóficos, ou (2), ambos, geralmente deixando em aberto a questão de saber se esse é um uso como metáfora ou refere-se a resposta final do que a natureza pode ser.
- Neo-teísta (Teologia do processo, Religiões progressistas) - Gordon Kaufman, Karl E. Peters, Ralph Wendell Burhoe, Edmund Robinson [32]
- Não-teísta (conceitos agnósticos/naturalistas de deus) - Robertson, Stanley Klein, Stuart Kauffman.
- Não-teísta (sem usar o conceito de Deus, alguns naturalismos modernos, o Naturalismo processual de C. Robert Mesle, Ateísmo não-militante, Antiteísmo) - Jerome A. Stone, Michael Cavanaugh, Donald A. Crosby,[33] Ursula Goodenough, Daniel Dennett [34]
- Uma miscelânea de perspectivas individuais - Philip Hefner

A primeira categoria tem muitos sub-grupos, pois há definições distintas para Deus. Os crentes em uma entidade sobrenatural (transcendente) são, por definição, naturalistas; No entanto, a questão de um conceito naturalista de Deus (imanência) está sendo atualmente debatida. Ateus fortes não são considerados naturalistas religiosos nessa diferenciação. Algumas pessoas denominam-se naturalistas religiosos, mas se recusam a ser categorizados assim. As teorias únicas de naturalistas religiosos como Rue Leal, Donald A. Crosby, Jerome A. Stone, e Ursula Goodenough são discutidas por Michael Hogue em seu livro de 2010 The Promise of Religious Naturalism.

### Conceitos de Deus
- Aqueles que concebem Deus como o processo criativo dentro do universo - exemplo, Henry Nelson Wieman
- Aqueles que pensam de Deus como a totalidade do universo considerado religiosamente - como Bernard Loomer.
- Um terceiro tipo de naturalismo religioso não vê necessidade de utilizar o conceito ou terminologia de Deus, como Stone e Ursula Goodenough

Stone enfatiza que alguns naturalistas religiosos não rejeitam o conceito de Deus, mas se eles usam o conceito, que envolve uma alteração radical da ideia, como Gordon Kaufman, que define Deus como a criatividade.
Ignatowski divides-os em apenas dois tipos - Teístas e não teístas.

## Princípios Compartilhados
Existem vários princípios compartilhados por todas as variedades de naturalismo religioso acima mencionadas:
- Todas as variedades de naturalismo religioso veem os seres humanos como uma parte interligada e emergente da natureza.
- Aceitam a primazia da ciência em relação ao que é mensurável através do método científico.
- Reconhecem as limitações da ciência na contabilização dos juízos de valor e na prestação de um relato completo da experiência humana. Assim, o naturalismo religioso abraça a criatividade da natureza, a beleza e o mistério e homenageiam muitos aspectos das tradições artísticas, culturais e religiosas que respondem a e tentativa de interpretar a natureza em formas subjetivas.
- Abordagem das questões de moralidade, ética e valor com foco em como o mundo funciona, com uma profunda preocupação com a equidade e o bem-estar de todos os seres humanos, independentemente de sua posição na vida.
- Procurar integrar estas respostas interpretativas, espirituais e éticas de uma forma que respeite diversas perspectivas religiosas e filosóficas, enquanto ainda sujeitam-as a uma análise rigorosa.
- Foco nos padrões científicos de evidência Imbui ao Naturalismo Religioso uma humildade inerente a investigação científica e a suas limitações, ainda que cada vez mais profundas, a capacidade de descrever a realidade (ver Epistemologia).
- Uma forte ética ambiental para o bem-estar do planeta Terra e da humanidade.
- Uma crença na sacralidade da vida e do processo evolutivo

O conceito de emergência tem crescido em popularidade com muitos Naturalistas Religiosos. Ela ajuda a explicar como um universo complexo e vida pela auto-organização subiu de uma multiplicidade de elementos relativamente simples e suas interações. Toda a história do surgimento está relacionada á Epopéia da evolução - a narrativa mítica científica costumava contar a crónica verificável do processo evolutivo que é o Universo. A maioria religiosa naturalista considera o Épico da Evolução uma história verdadeira sobre a conquista histórica da natureza. "A Epopéia da Evolução é a narrativa cósmica ao longo de 14 bilhões de anos. É também a evolução cultural contada a partir de formas sagradas. Não só colmata o processo geral da ciência quanto de uma diversidade de tradições religiosas; se habilmente diz e faz a história da ciência algo memorável e profundamente significativo, enquanto enriquece a fé religiosa ou a perspectiva secular." 
Uma série de escritores naturalistas têm utilizado este tema como tema de seus livros que utilizam esses sinônimos como: evolução cósmica, a história de todo mundo, Épicos Evolucionários, Universo Evolucionário, Grande História, Nova História, História Universal. Épicos Evolucionários "é um termo que, nos últimos três anos (1998), tornou-se o tema e o título de uma série de encontros. Parece ter sido usado pela primeira vez pelo biólogo de Harvard Edward O. Wilson, em 1978. "A épica evolutiva", Wilson escreveu em seu livro sobre a natureza humana, "é provavelmente o melhor mito que nunca vai ter". Mito como falsidade não era o uso pretendido por Wilson nesta declaração. Em vez disso, o mito como uma grande narrativa que fornece um povo com uma colocação em tempo - um posicionamento significativo que celebra momentos extraordinários de um património comum. O épico evolucionário é ciência traduzida á história significativa." 

O Ministro Evangelista Michael Dowd usa o termo para ajudar a apresentar a sua posição de que a ciência e a fé religiosa não são mutuamente exclusivas (a premissa do Naturalismo Religioso). Ele prega que o épico cósmico, biológico e a evolução humana, revelada pela ciência, é uma base para uma visão inspiradora e significativa do nosso lugar no universo. a Evolução é vista como um processo espiritual que não é por acaso e sem sentido. Ela é acompanhada por uma série de outras teologias nesta posição.